# Altusried
Altusried ist ein Markt mit mehr als 10.000 Einwohnern im bayerisch-schwäbischen Landkreis Oberallgäu. Der Ort liegt an der Oberschwäbischen Barockstraße.
Altusried ist hauptsächlich für den dort ansässigen Theaterverein berühmt, der auch überregional bekannt ist. Von diesem ausgehend werden jährlich größere Stücke, wie beispielsweise Eigeninterpretationen der Artus-Sage oder der drei Musketiere, auf der „Freilichtbühne Altusried“ aufgeführt, ebenso wie viele, kleinere Stücke, die über das Jahr hinweg im „Theaterkästle“ zu sehen sind.

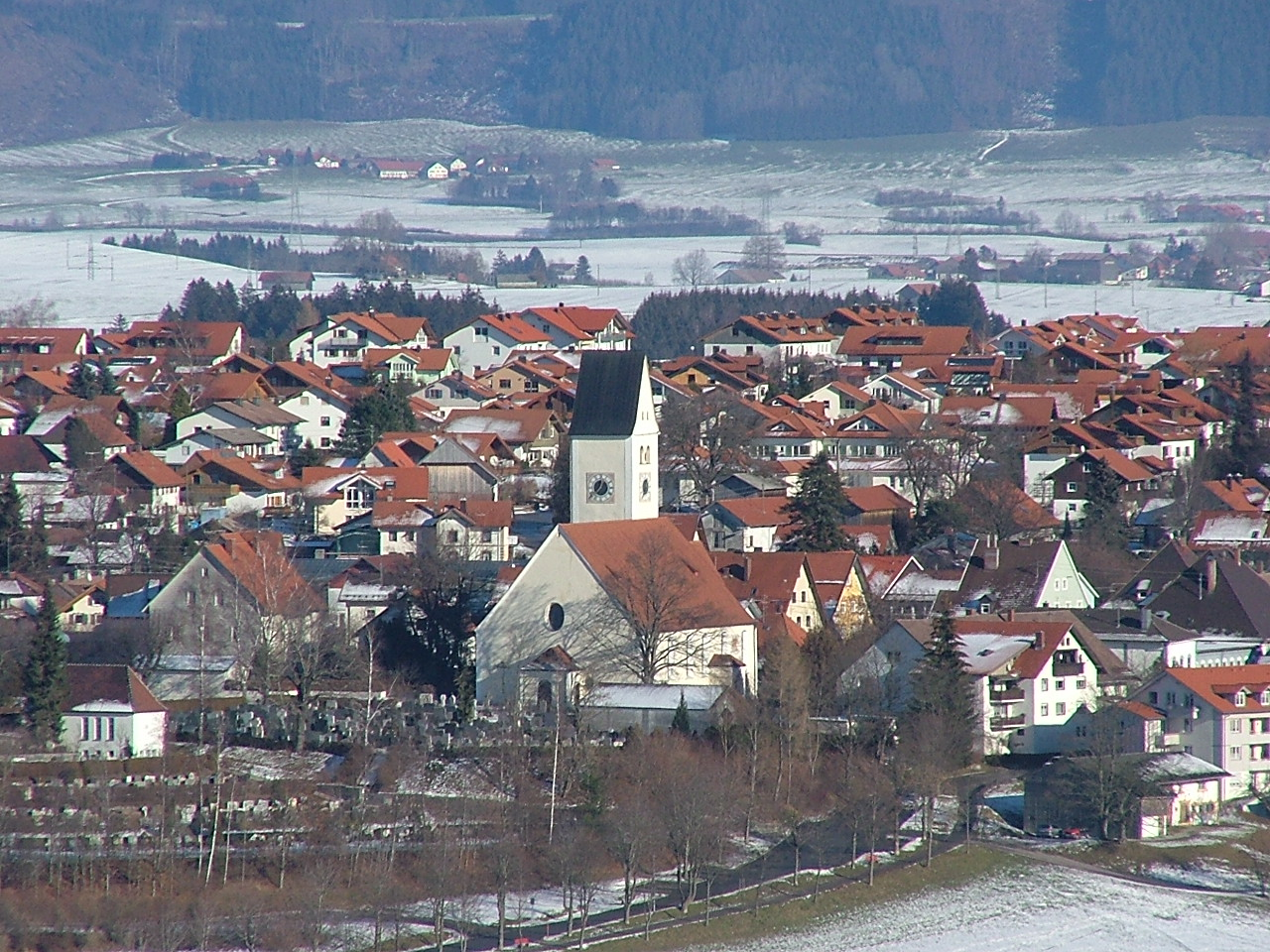
Altusried

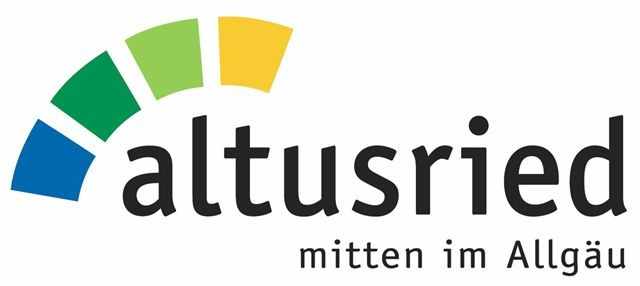
Logo von Altusried

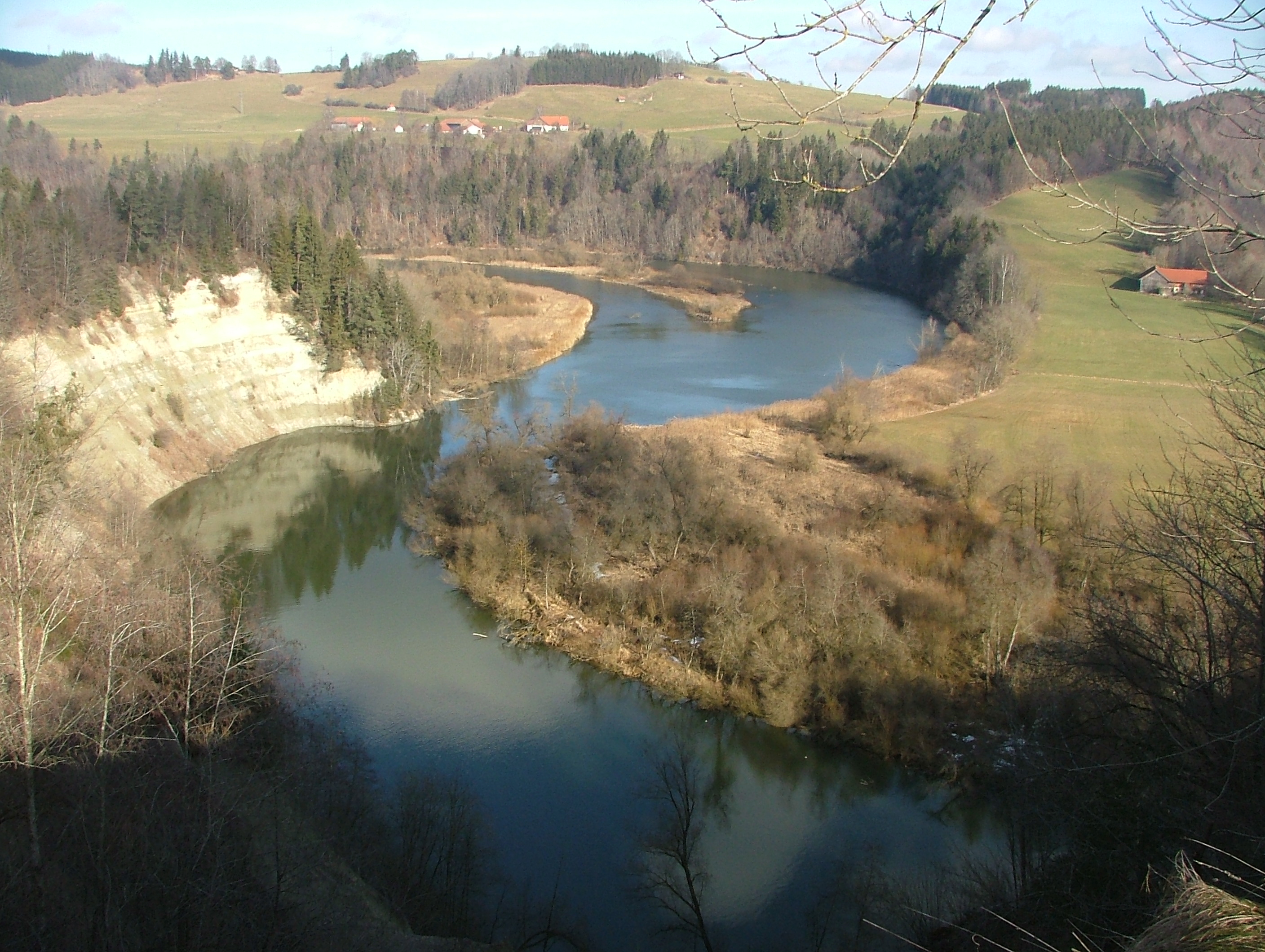
Illerdurchbruch von Kalden: In malerischen Windungen schlängelt sich die Iller durch die Moränenlandschaft

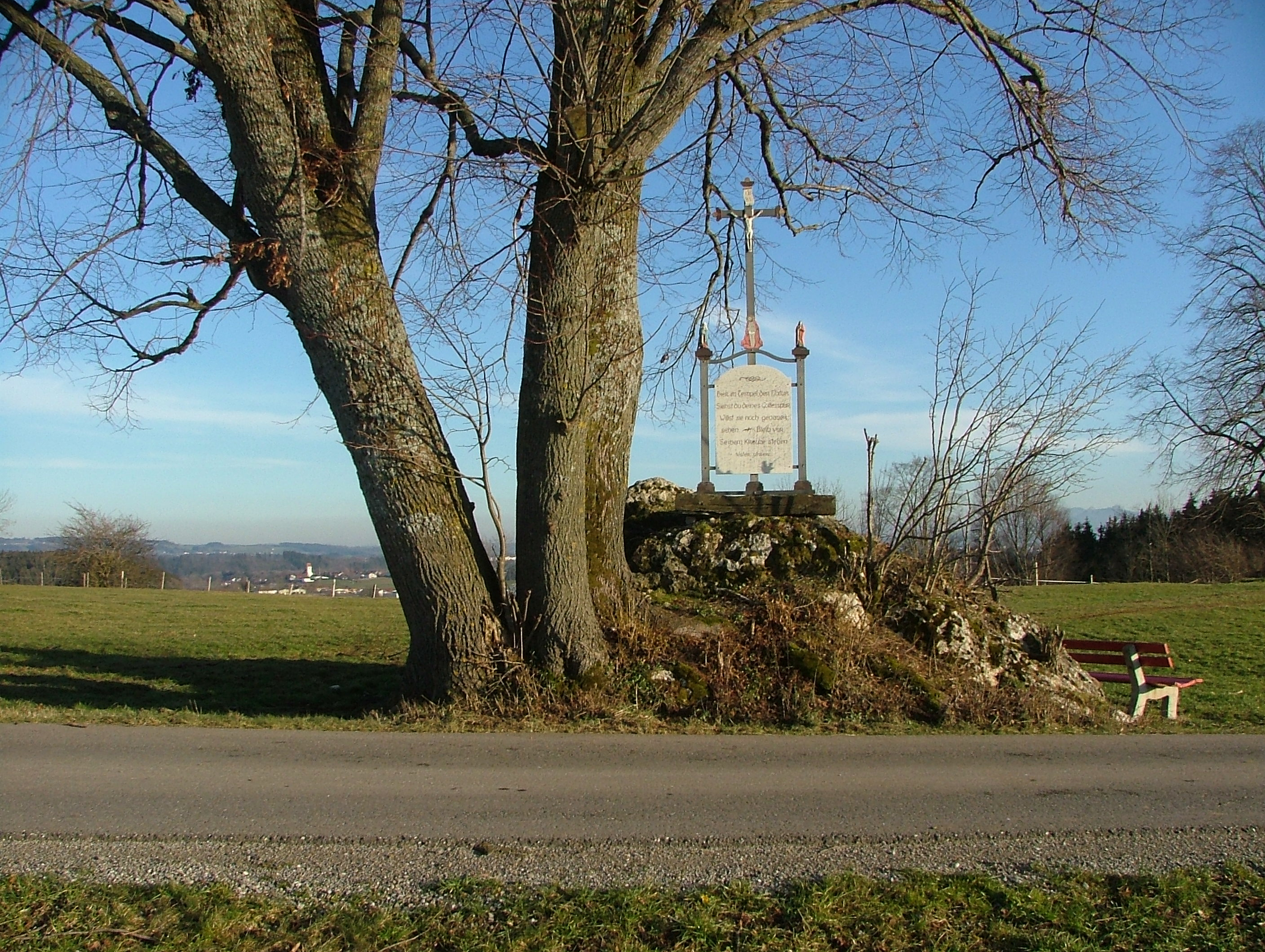
Findling bei Luiblings, vom Illergletscher angeschleppter Nagelfluhstein

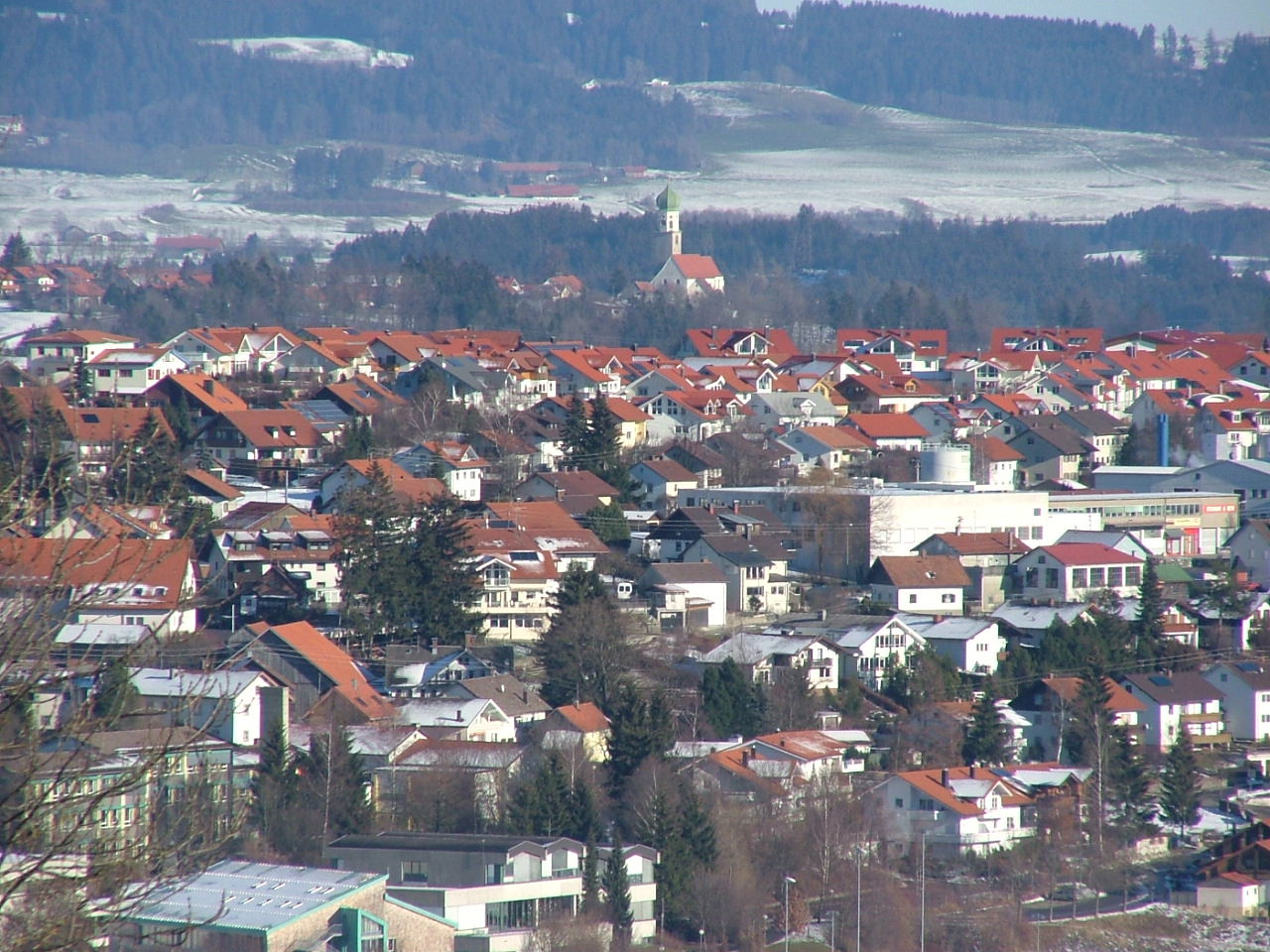
Blick auf Altusried, im Hintergrund der Kirchturm von Reicholzried und das Illertal

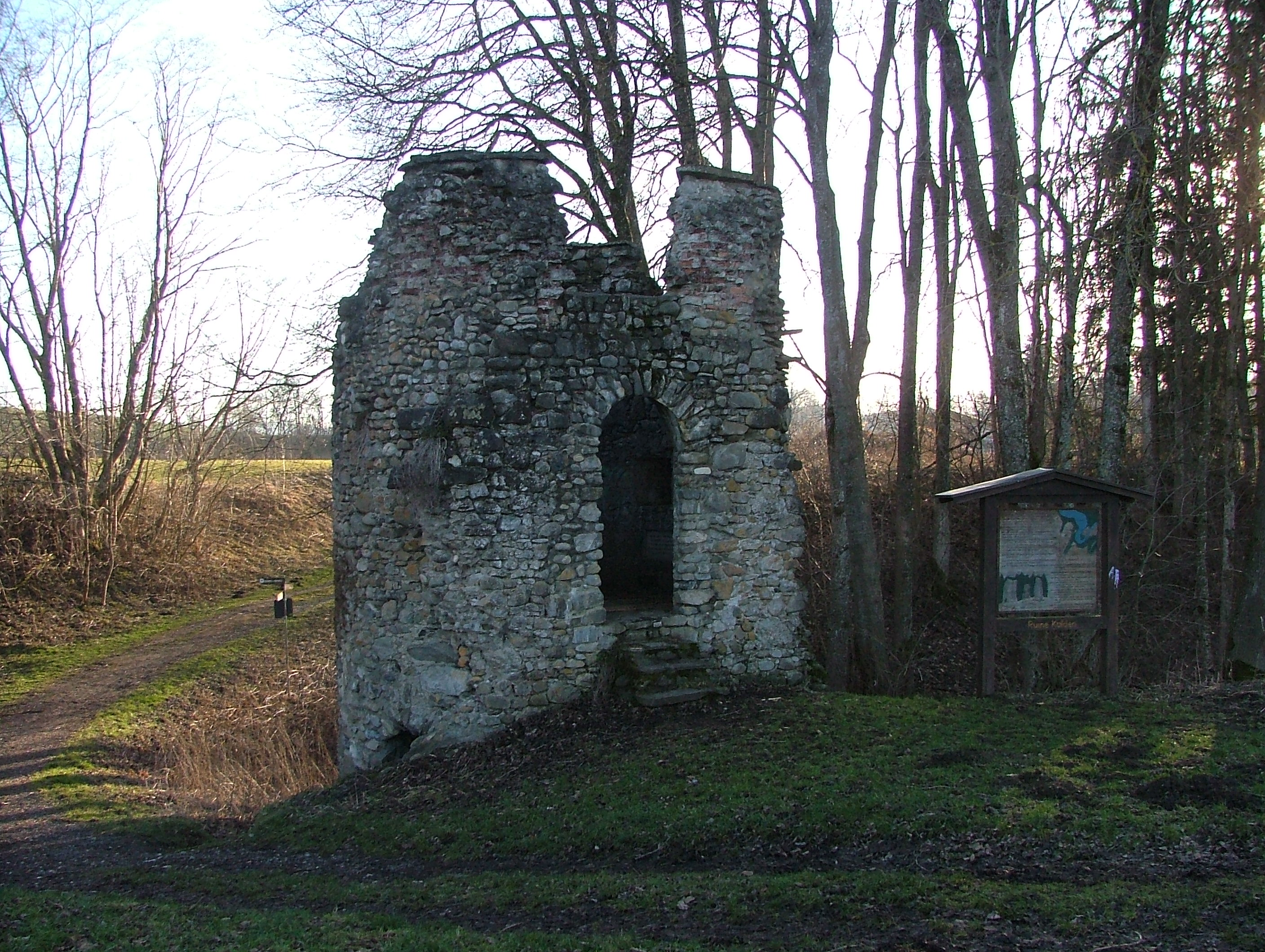
Ruine Kalden

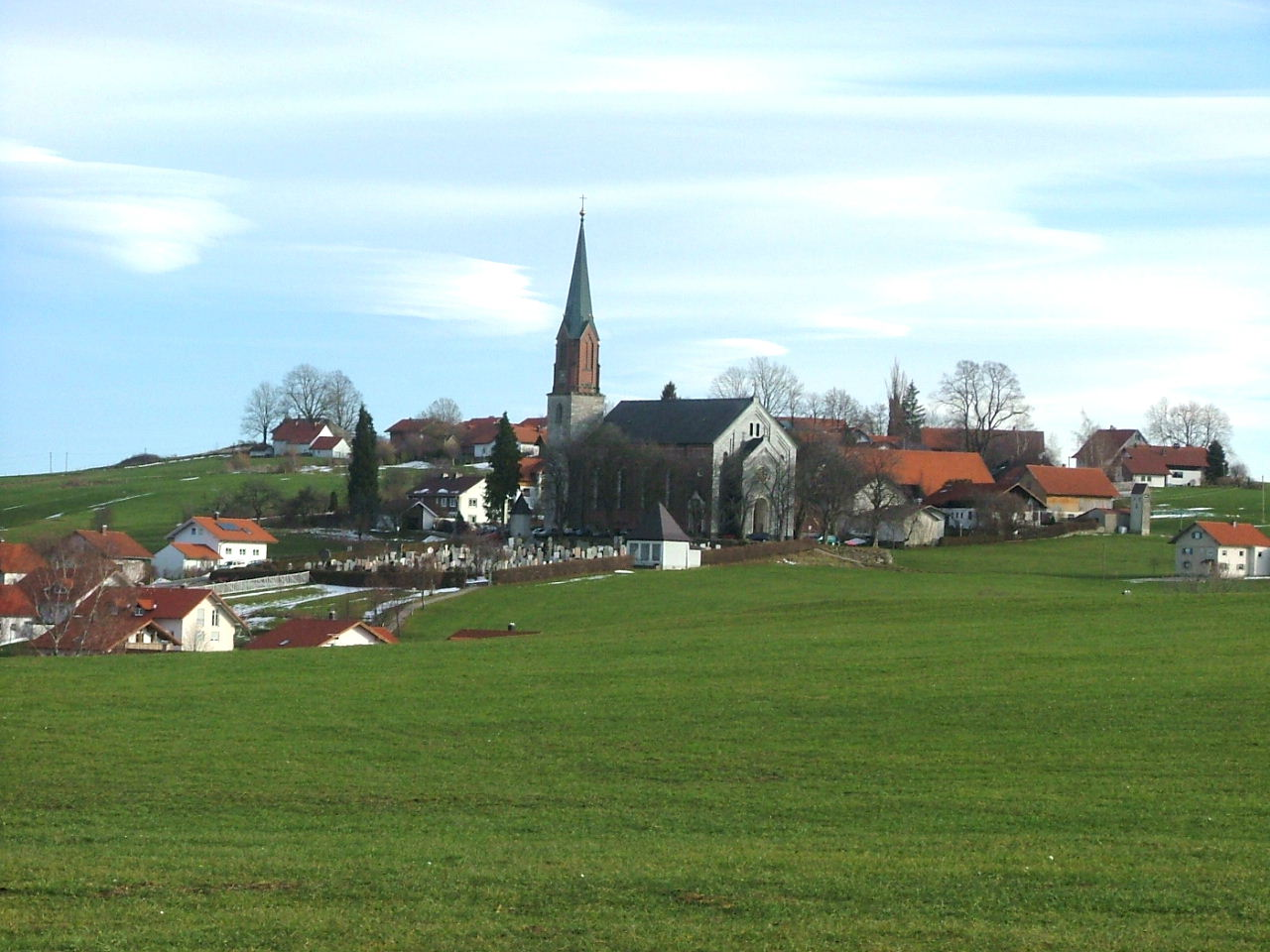
Kimratshofen

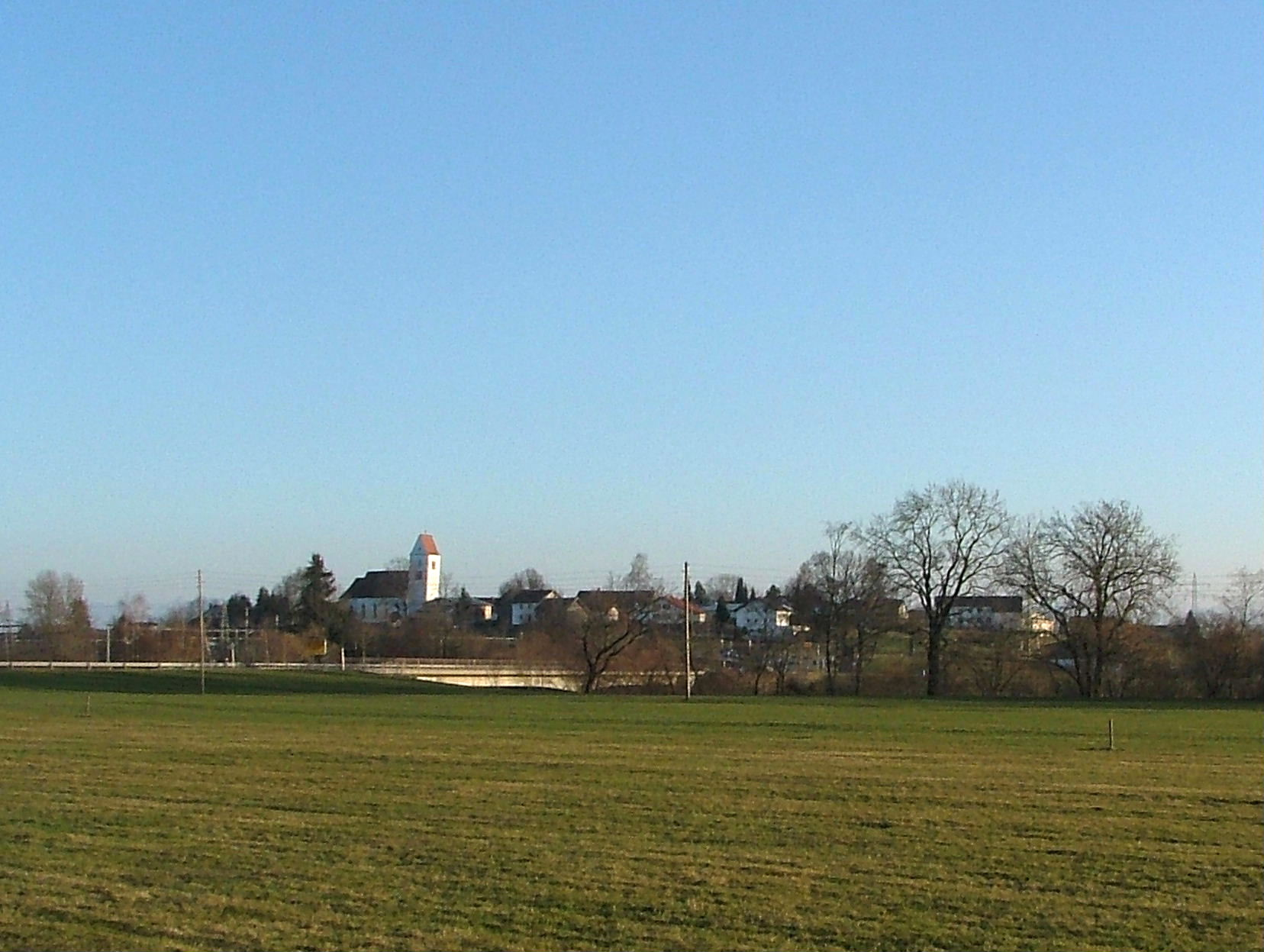
Krugzell

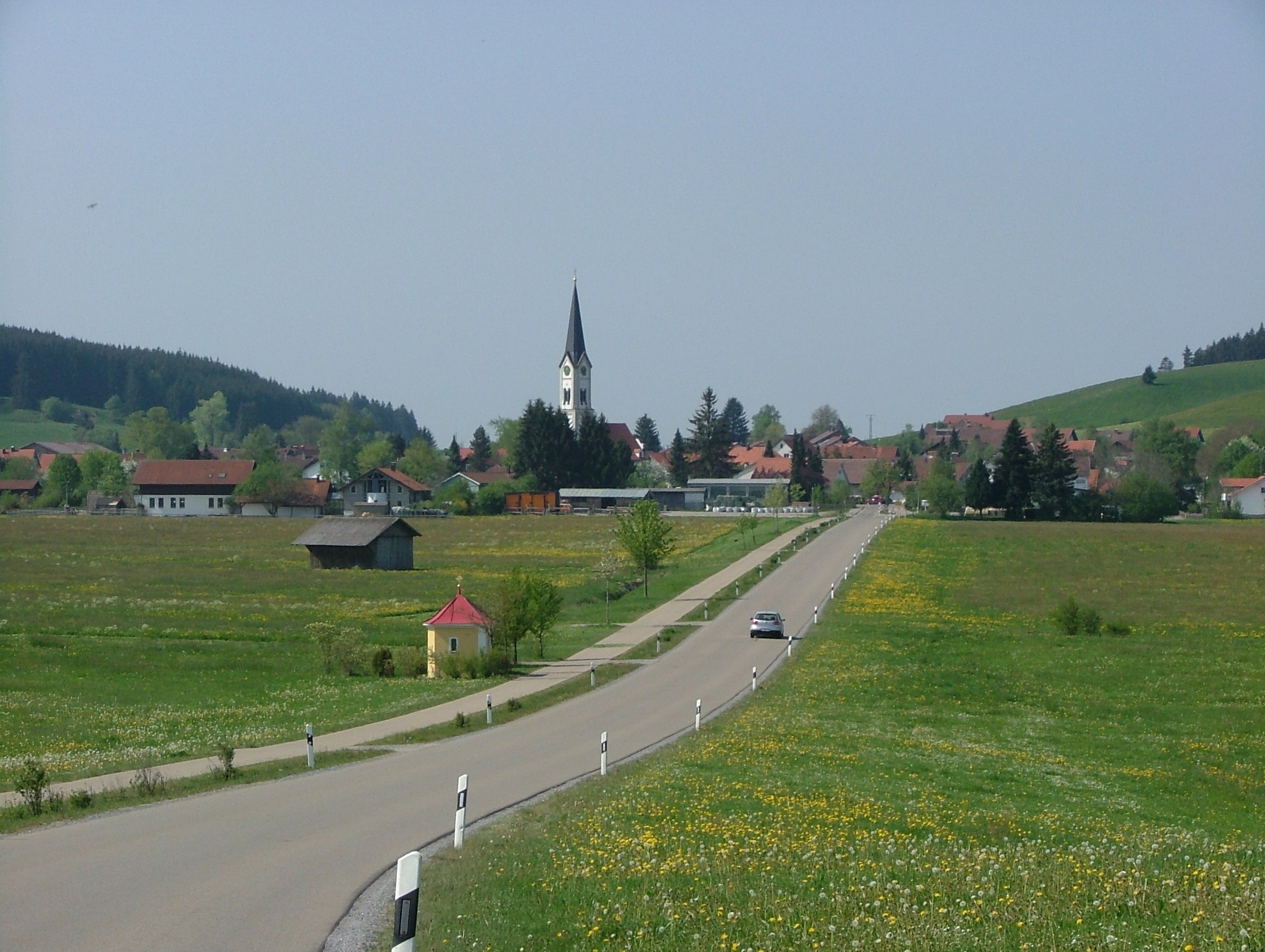
Frauenzell

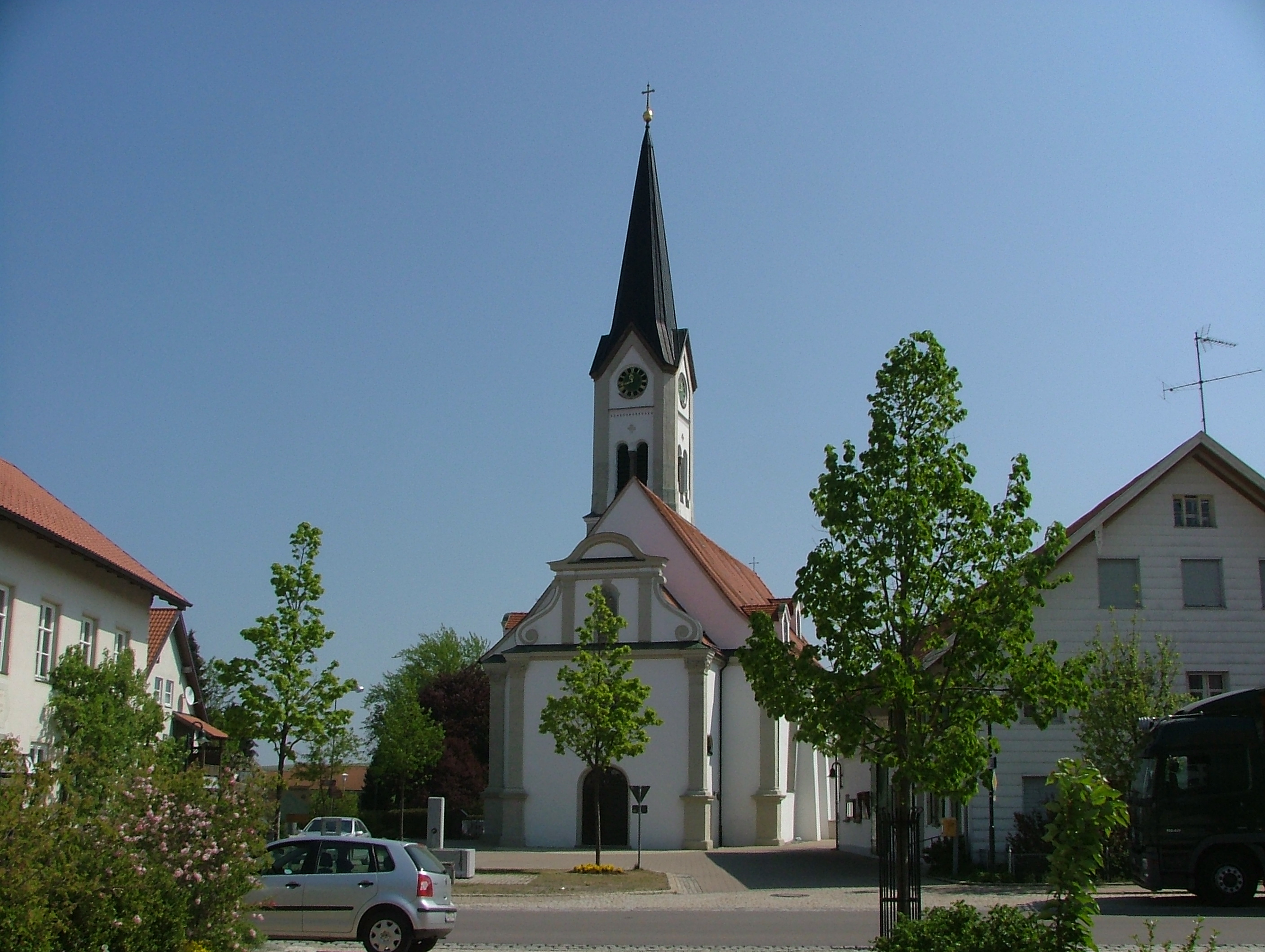
Westfassade der Kirche von Frauenzell

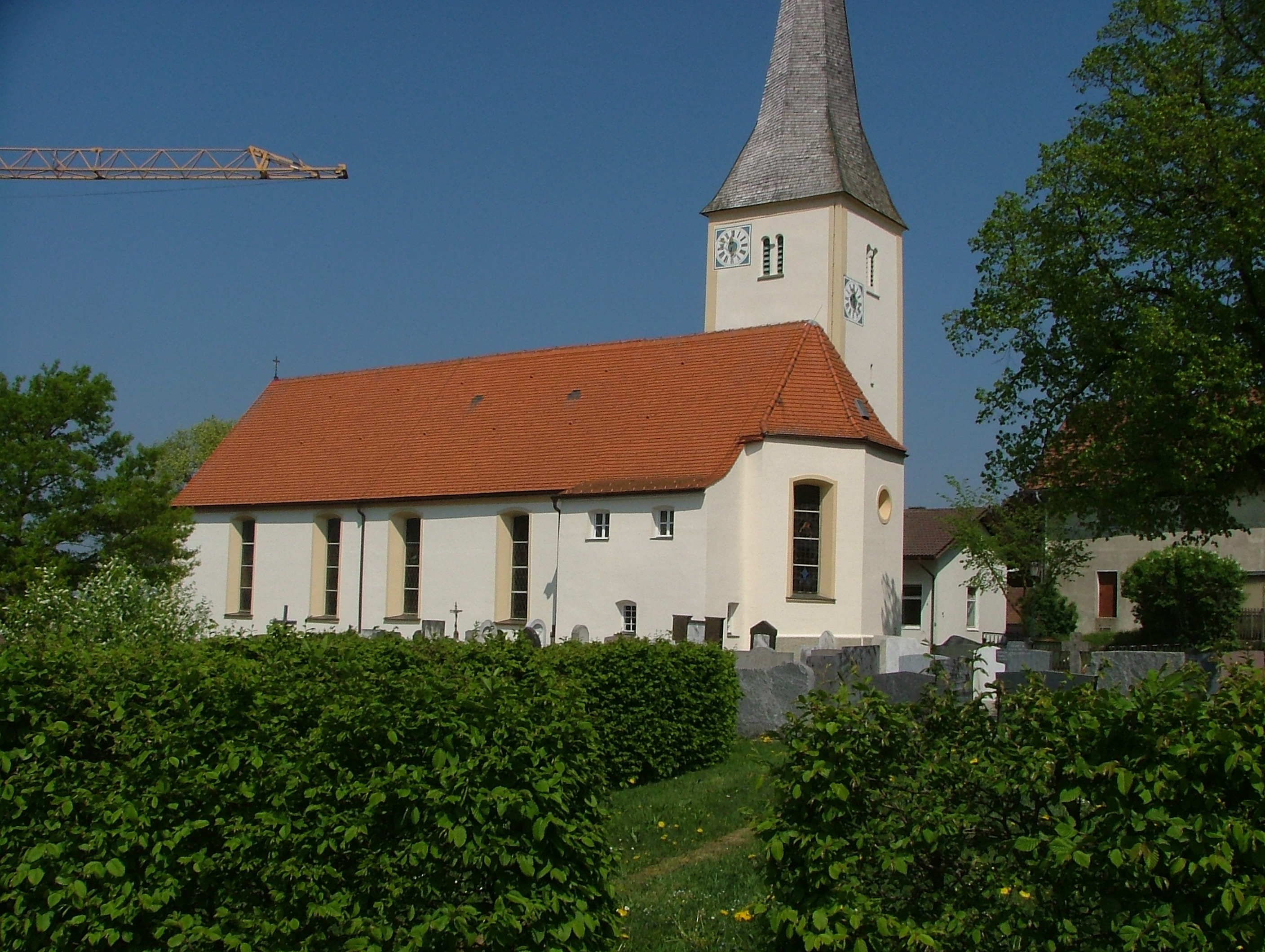
Kirche von Muthmannshofen

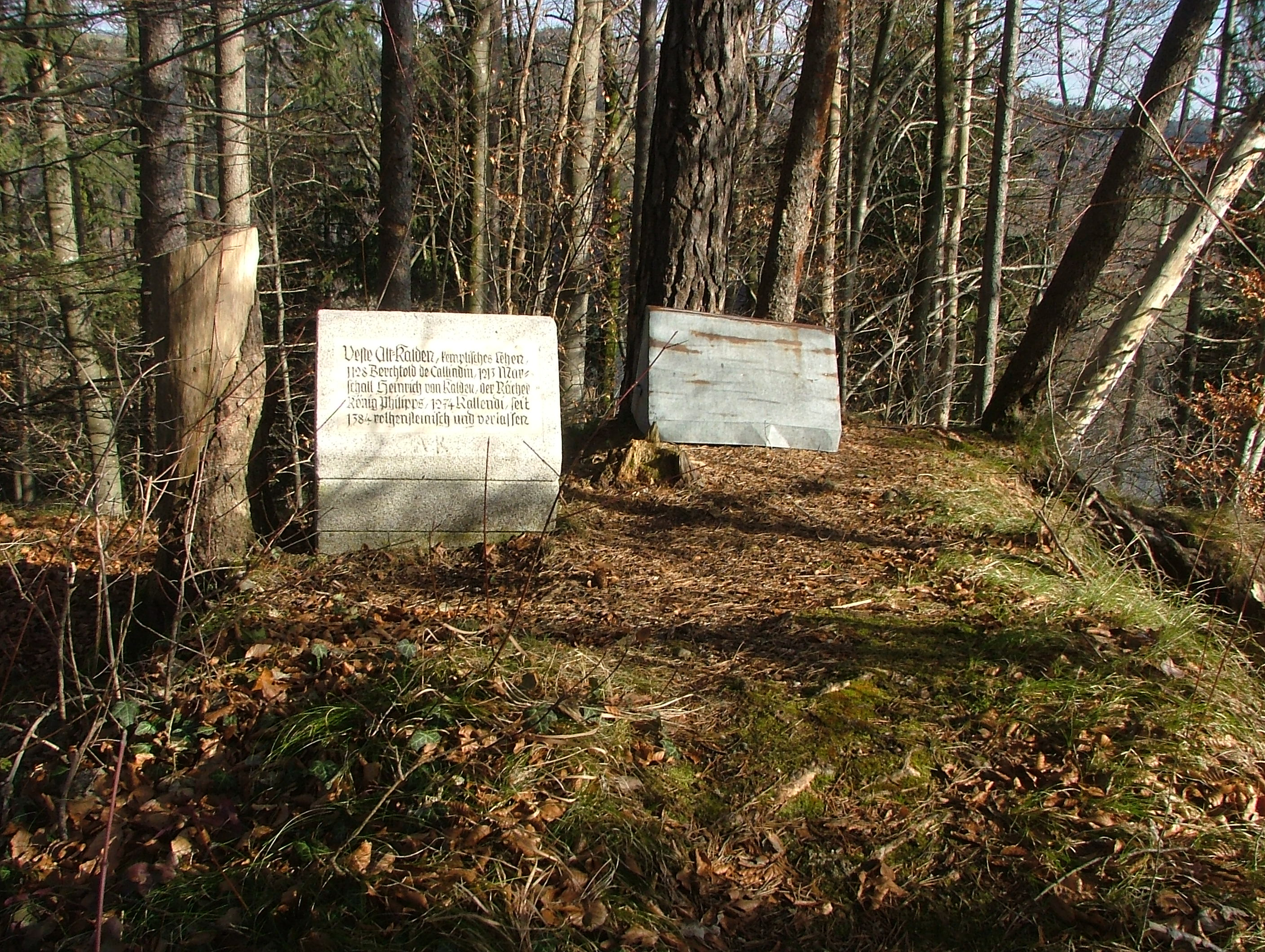
Von Altkalden blieb nur noch ein schmaler Grat übrig.

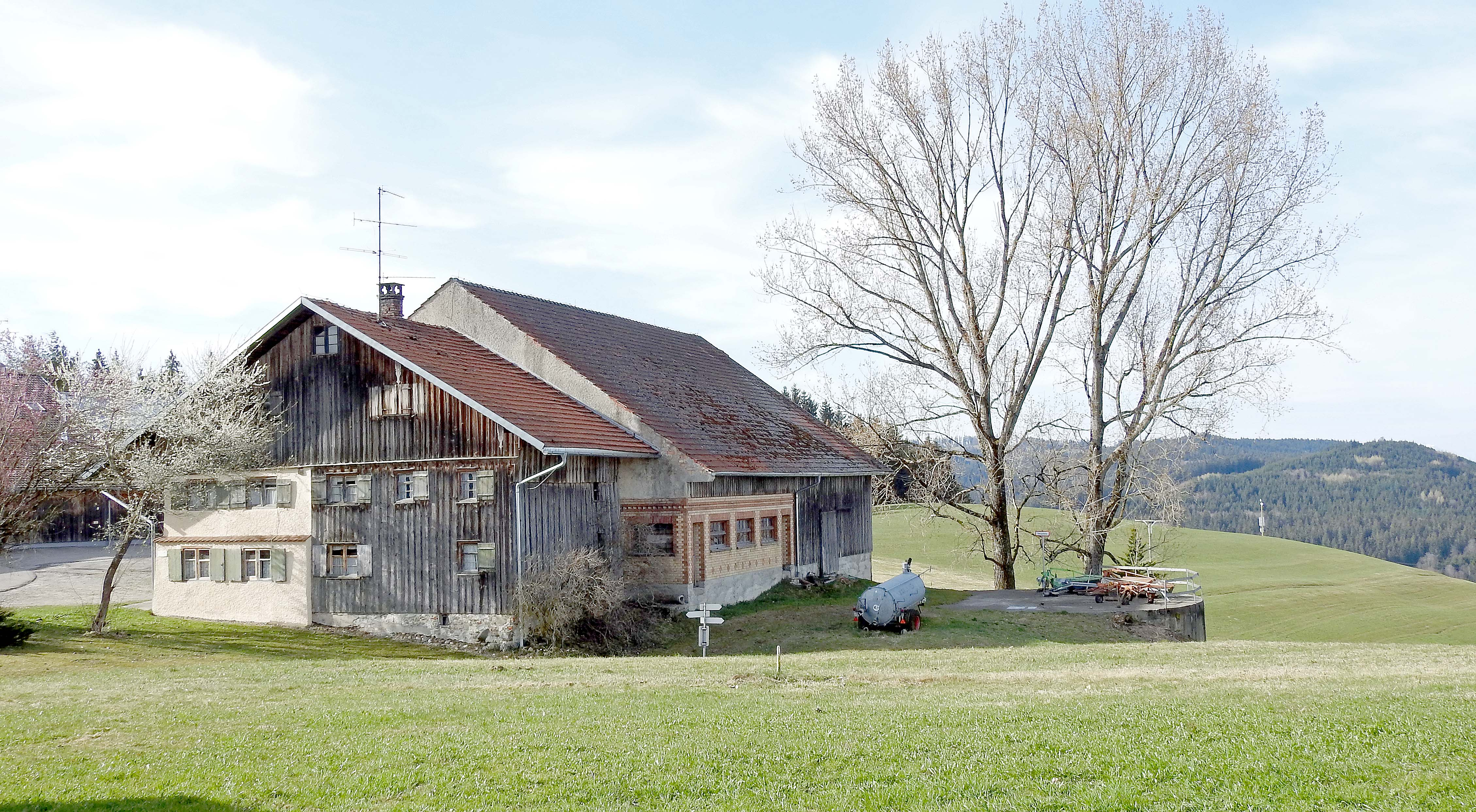
Ehem. Bauernhof in Walkenberg

## Geografie

### Geografische Lage
Altusried liegt in der Region Allgäu, etwa 35 km südlich von Memmingen und 15 km nördlich von Kempten (Allgäu). Es befindet sich zwischen dem Tal der Iller im Nordosten und dem etwas entfernten Hohentanner Wald im Südwesten. Ca. 1,5 km nördlich schlängelt sich die Iller vorbei.
Die Höhenlage der Gemeinde reicht von 622 m ü. NHN an der Iller bei Fluhmühle (zugleich niedrigster Punkt des Landkreises Oberallgäu) bis 962 m ü. NHN im Hohentanner Wald.

### Gemeindegliederung
Im Gemeindegebiet gibt es die Gemarkungen Altusried, Frauenzell, Hohentanner Wald, Kimratshofen, Krugzell und Muthmannshofen.
Es gibt 165 Gemeindeteile:
- Der Hauptort Altusried.
- Die Pfarrdörfer Frauenzell, Kimratshofen, Krugzell und Muthmannshofen
- Das Kirchdorf Depsried.
- Die Dörfer Binzen, Diesenbach, Hettisried, Maggmannshofen, Oberegg, Oberhofen, Rungatshofen, Schreiloch, Walkenberg, Walzlings und Weitenau
- Die Weiler Albrechten, Bergs, Biberschwang, Bischlagers, Bodenwalz, Brand, Bräunlings, Brittlings, Bronnen, Bruggmers, Buch, Buchen, Buchen, Buchen a.Wald, Burg, Dezion, Diepolz, Figlers, Fischers, Frohnhofen, Frühstetten, Gaggen, Gansmühle, Geisemers, Greut, Gries, Gschnaidt, Häuslen, Hehlen, Hiemen, Hiltensberg, Hinterbrennberg, Hörgers, Isel, Kalden, Käsers, Lamineten, Luiblings, Neumühle, Oberhub, Oberwalzlings, Opprechts, Ottenstall, Reinthal, Ried, Rorach, Schmidberg, Schöneberg, Schorenmoos, Schwarzenbach, Schwenden, Spöck, Staig, Staubers, Steig, Streifen, Strobels, Thannen, Unteregg, Unterhub, Vocken, Völken, Vorderbrennberg, Wäschers, Wassergat, Wasserschwenden, Weihalden, Weihers, Weissen, Wendelins, Wetzleberg, Wies, Winkels, Winneberg, Wolfen und Wurms.
- Die Einöden Behütgott, Bergen, Betzers, Bossen, Bruderhöfe, Buch a.d.Iller, Duracherberg, Dürrenbach, Eggarts, Einsiedeln, Ettas, Geba, Greuts, Grundbühl, Guntersthal, Häldele, Halden, Halden, Heckelsmühle, Heuglosen, Hinteregg, Hochholz, Hohentann, Holzmühle, Horns, Hubbrände, Iselmühle, Katzenloh, Kempterweg, Knaus, Kochs, Kohlstatt, Kühsteig, Kuppel, Lausers, Lendraß, Leuten, Lochhaus, Manzen, Mittelberg, Mühlengat, Mushanen, Naien, Neumühle, Oberräthen, Odach, Ölstauden, Ösch, Osterberg, Radsperre, Reicharten, Reisers, Riedlingen, Scheiben, Schieten, Schreiers, Schwebelhaus, Schweineberg, Schwenden, Seefeld, Singers, Steigberg, Stockers, Tannschachen, Thurn, Ungers, Unterräthen, Untersägen, Ursulers, Waldsteig, Wasserbühl und Wetzlo.

### Nachbargemeinden
Nachbargemeinden sind (von Norden im Uhrzeigersinn): Legau, Dietmannsried, Lauben, Kempten (Allgäu), Wiggensbach, Buchenberg und Leutkirch.

## Geologie
Während der Eiszeiten erstreckte sich der Illergletscher vom Hochgebirge bis Altusried. Die Schmelzwasser des Gletschers fanden drei Abläufe, von Probstried ins Tal der Westgünz, von Dietmannsried in das alte Illertal (heute Memminger Trockental) und von Kalden (Altusried) nach Lautrach-Illerbeuren. Zum Ende der letzten Eiszeit schmolz der Eisstrom und es entstand ein großer See zwischen Kempten und Altusried. In der Folge vertiefte sich der Abfluss bei Kalden am stärksten und der See lief aus. Seitdem fließt die Iller in vielen malerischen Windungen durch die Endmoränen von Altusried bis Ferthofen und findet erst unterhalb von Memmingen zurück in das alte Illertal. Am schönsten kann man den Illerdurchbruch von der Ruine Kalden (ehemaliges Schloss Kalden) beobachten.
Typisch für Altusried sind die Tobel. Das sind enge, meist bewaldete Rinnen, die steil zur Iller hinabführen. Am bekanntesten ist der Tobel von Briels. Von der Ruine Kalden aus findet man leicht den Eingang. Da er durch einen Weg erschlossen ist, lohnt sich ein romantischer Spaziergang zwischen Tobel und Steilufer hinab zur Iller. Dabei kommt man auch an dem mittelalterlichen Burgplatz Altkalden vorbei. Von ihm zeugen aber nur noch einige behauene Tuffsteine. In der Moränenlandschaft findet man gelegentlich auch ringförmige Vertiefungen, es handelt sich um sogenannte Toteislöcher.

## Geschichte

### Bis zum 19. Jahrhundert
Aus der Zeit um 1000 v. Chr. stammen vorgeschichtliche Funde von Waffen, Gerät und Schmuck aus der Bronzezeit in Ottenstall, einem Weiler westlich von Altusried im Rohrachtal. Der Ort Altusried wurde vermutlich im 8. Jahrhundert gegründet. Der Namensgeber war wohl ein gewisser Alto. Dieser Name wurde damals häufig in Friesland verwendet. Zu dieser Zeit wanderten viele Sachsen und Angeln in das südliche Germanien, wovon zahlreiche Orte im Allgäu mit den Namensbestandteilen -engen, -ingen und -sachsen herrühren dürften. Ursache für diese kleine Völkerwanderung waren nicht zuletzt die Sachsenkriege Karls des Großen.
Schriftliche Aufzeichnungen über Altusried gibt es seit dem 12. Jahrhundert, denn erst seit dieser Zeit galt zunehmend das Prinzip, dass nur schriftlich niedergelegte Verträge rechtsgültig sind. 1180 wurde ein „Bertholdus de Altungisried“ erwähnt. In dem Namen Altungisried stecken gleich zwei Endungen, die typisch für Ortsnamen im frühen Mittelalter sind, nämlich ung (=ing) und ried. Sie verweisen auf eine Ortsgründung in zwei Etappen: zuerst Alt(?)ung, weitere Rodungen führen zum Namen Altung(is)ried. Im täglichen Sprachgebrauch wurde daraus Altisried, heute Altusried. Von 1236 stammt die Erwähnung der „Machttildis de Challenden“ (Kalden). 1353 blieben nach der Pest noch 60 von 150 Wohnungen übrig. 1422 erhielten die Herren von Rothenstein das Dorfgericht über Altusried.
Der Ortsname Krugzell hat nichts mit einem Krug zu tun. Krug bedeutet hier kreisförmig, gemeint sind also kreisförmig angeordnete Häuser um die Zelle eines Pfarrers oder Mönches. Frauenzell wird schon 855 als Hupoldscelle im Urkundenbuch des Klosters St. Gallen erwähnt. Später nimmt der gewandelte Name wohl Bezug auf die kurzzeitige Niederlassung eines Frauenklosters oder auf ein Marienheiligtum. Kimratshofen ist vermutlich der älteste Ortsteil und wurde Mitte des 8. Jahrhunderts von einem gewissen Chunibert gegründet. Schriftlich genannt wird der Ort erstmals 1275 als Kunebrechtishofen im Zehntbuch (Liber decimationis) des Bistums Konstanz. Muthmannshofen wird erstmals 1166 als Mutwigshofen erwähnt.
1515 wurde die Burg Neu-Kalden durch Joachim zu Pappenheim gebaut. Im Bauernkrieg war im Jahr 1525 der „Altusrieder Haufen“ mit dabei. 1545 wurden durch Brandstiftung 28 Häuser vernichtet.
1670 stürzten die Schiffspfeiler der Pfarrkirche ein. Die Kirche wurde wieder aufgebaut. 1692 war das Ende der Lehnsherrschaft der Pappenheimer. Das Stift Kempten kaufte das Lehen. 1772 war der Beginn der Vereinödung.
Der Markt Altusried war vor 1800 Sitz eines Oberen und Unteren Gerichts und gehörte zum Fürststift Kempten. Seit dem Reichsdeputationshauptschluss und der Säkularisation von 1803 gehört der Ort zu Bayern. Altusried besaß das Marktrecht mit wichtigen Eigenrechten. 1803 vernichtete eine Feuersbrunst 14 Häuser.
1838 erfolgte die Genehmigung des Altusrieder Wappens (Ruine Kalden) durch König Ludwig I. 1877 war die erste Aufführung eines Freilichtspieles „Der bayerische Hiasl“ und 1914 wurde die Motorpostlinie nach Kempten eröffnet.

### 20. Jahrhundert
Im Jahr 1955 erfolgte die Renovierung der Pfarrkirche.
Am 3. Juli 1972 wurde der Gemeinde Altusried der Titel Markt verliehen.

### Religionen
Der Römisch-katholischen Kirche gehören 54,7 Prozent der Bevölkerung an, 9,7 Prozent sind evangelisch und 35,6 Prozent gehören anderen oder keinen Bekenntnissen an.

### Eingemeindungen
Im Zuge der Gemeindegebietsreform kam es am 1. Januar 1972 zur freiwilligen Eingemeindung von Frauenzell, Kimratshofen (früher Altusried II), Krugzell und Muthmannshofen. Am 1. Januar 1974 kam das vorher gemeindefreie Gebiet Hohentanner Wald hinzu.

#### Wappen der ehemaligen Gemeinden

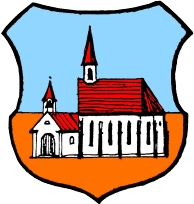
Frauenzell
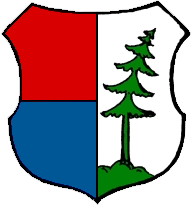
Kimratshofen
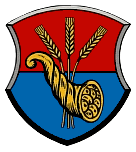
Krugzell
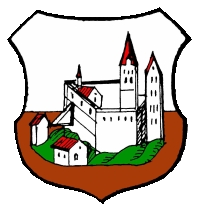
Muthmannshofen

### Einwohnerentwicklung
| Jahr                                          | 1961  | 1970  | 1980  | 1987  | 1990  | 1995  | 2000  | 2005   | 2010  | 2015   | 2020   |
| Einwohner                                     | 6.161 | 6.652 | 7.333 | 7.552 | 8.289 | 9.385 | 9.907 | 10.062 | 9.897 | 10.120 | 10.224 |
| Quelle: Angaben des Statistischen Landesamtes |       |       |       |       |       |       |       |        |       |        |        |

Von 1988 bis 2008 wuchs die Gemeinde um 2.361 Einwohner bzw. um ca. 31 %. Zwischen 1988 und 2018 wuchs die Gemeinde von 7.612 auf 10.086 um 2.474 Einwohner (höchster absoluter Zuwachs im Landkreis) bzw. um 32,5 %.
Zum 31. Dezember 2024 betrug die Einwohnerzahl 10.558. Hiervon wohnten 5.507 in Altusried, 909 in Frauenzell, 1.638 in Kimratshofen, 2.043 in Krugzell und 461 in Muthmannshofen.

## Politik

### Bürgermeister
Erster Bürgermeister ist seit dem 1. Februar 2024 Max Boneberger (CSU/Freie Wähler). Dieser hat bei der Bürgermeisterwahl am 28. Januar 2024 insgesamt 95,7 Prozent der Stimmen erhalten. Sein Vorgänger war seit 2014 Joachim Konrad (CSU), der 2023 in den bayerischen Landtag gewählt wurde. Heribert Kammel (Freie Wähler) amtierte bis 2014.

### Gemeinderat
Der Gemeinderat der Wahlperiode 2020–2026 setzt sich aus folgenden Parteien und Gruppierungen zusammen (nach Stärkeverhältnis sortiert):
| Partei / Liste                                | Sitze |
| Christlich-Soziale Union (CSU)                | 6     |
| Freie Wähler Altusried                        | 5     |
| Bündnis 90/Die Grünen                         | 3     |
| Wahlgemeinschaft Kimratshofen                 | 3     |
| Wählergemeinschaft Krugzell                   | 3     |
| Freie Wahlgemeinschaft Frauenzell             | 2     |
| Freie Wahlgemeinschaft Muthmannshofen         | 1     |
| Sozialdemokratische Partei Deutschlands (SPD) | 1     |

### Wappen
| | Blasonierung: „In Blau eine Burgruine mit silbernem Gemäuer.“ |
| Wappenbegründung: Die Burgruine erinnert an die sagenhafte Burg Kalden, die hoch oben am Illerufer gelegen war. Sie war im 12. Jahrhundert Stammsitz der Herren von Kalden, einem Ministerialengeschlecht, das seit 1128 belegt ist. Ihre Herrschaft kam 1384 an die Herren von Rothenstein. Die Herrschaft umfasste die Burg und den Ort Kalden sowie Güter und Rechte in Altusried. Über dem Erbweg kam sie 1482 an die Marschälle von Pappenheim. Sie errichteten 1515 anstelle der alten Burg ein neues stattliches Schloss, dessen Ruinen noch zu Zeit der Wappenverleihung zu sehen waren. Heute sind noch wenige Mauerreste und ein Rundturm mit Schießscharten erhalten. Die Farben sind dem Stammwappen der Marschälle von Pappenheim entnommen, die ein weiß-blaues Eisenhutfeh in ihrem Wappen führten. Wappenführung seit 1838 |                                                               |

Dieses Wappen hatte einige Hindernisse zu überwinden, bis es 1838 genehmigt wurde. Die Gemeindereform 1818 trachtete nach der Säkularisation danach, die Erinnerung an frühere Herrscherhäuser auszulöschen, indem sie die Verwendung alter Wappen verbot. 1835 ließ aber die königliche Regierung nachfragen, welche Gemeinden ein Wappen wünschen und welche Vorschläge sie dafür unterbreiten könnten. Dieser Anfrage kamen die Altusrieder ein Jahr später mit zwei Entwürfen für das Gemeindezeichen nach. Der eine Vorschlag zeigte den volkstümlichen Bürger „Rysch“, der eigentlich Dietmannsried zuzuordnen ist, und insofern nicht als geeignet angesehen wurde.
Der zweite Vorschlag mit der „sagenhaften Stammburg der Marschälle von Calentin“ wurde deshalb von Anfang an favorisiert, obwohl im Jahr 1836 tatsächlich nur noch wenig von deren Ruinen zu sehen war. Die Steine des 1515 von Marschall Hans von Pappenheim errichtete Neubaus der Burg Calden waren zum Bau des Kemptener Krankenhauses an der Memminger Straße verwendet worden. Der Reichsherold wollte nun zusätzlich eine Verschönerung des Entwurfes herbeiführen und zeichnete Türme, Kemenate und Bergfried ein.
Die Genehmigung ließ dann nicht mehr lange auf sich warten. Bereits am 3. Februar 1838 teilte man über die Regierung des Oberdonaukreises der Gemeinde Altusried mit, dass sie das Recht erhalten habe, als Wappen in einem blauen Schild die Ritterburg Calden zu führen. Als das Wappen dann eintraf, staunte man nicht schlecht. Denn dort zeigte sich anstelle der Burg Calden der Römerturm Oberschöneck bei Babenhausen. Das Versehen wurde schnell entdeckt und noch im gleichen Jahr erhielten die Altusrieder ihr richtiges Wappen sowie ein Dienstsiegel, gestaltet vom damaligen Hofgraveur Neuß.

### Gemeindepartnerschaften
Altusried unterhält seit 1976 eine Partnerschaft mit der französischen Gemeinde Lusignan in der Landschaft Poitou.

## Kultur und Sehenswürdigkeiten

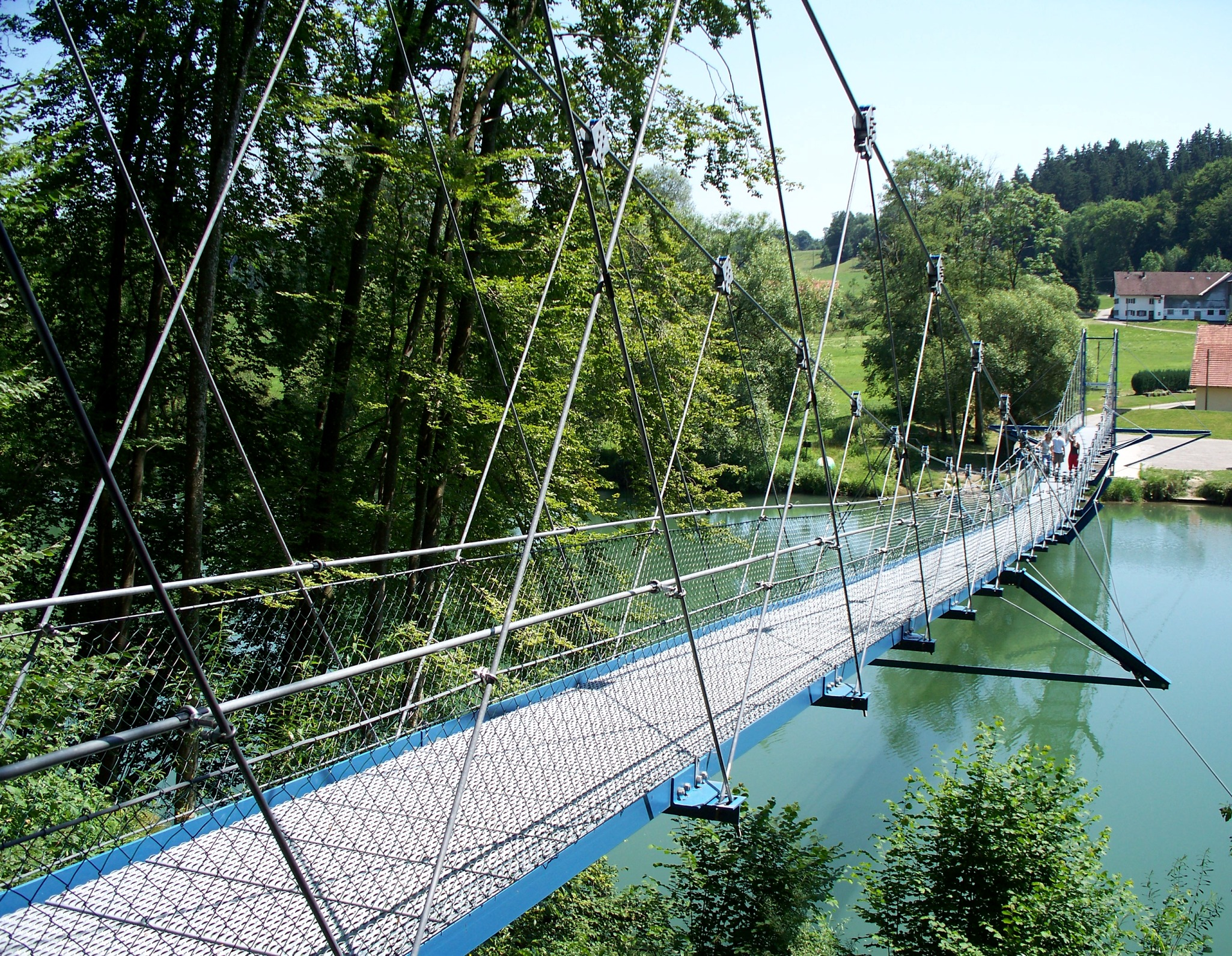
Hängebrücke Fischers-Pfosen

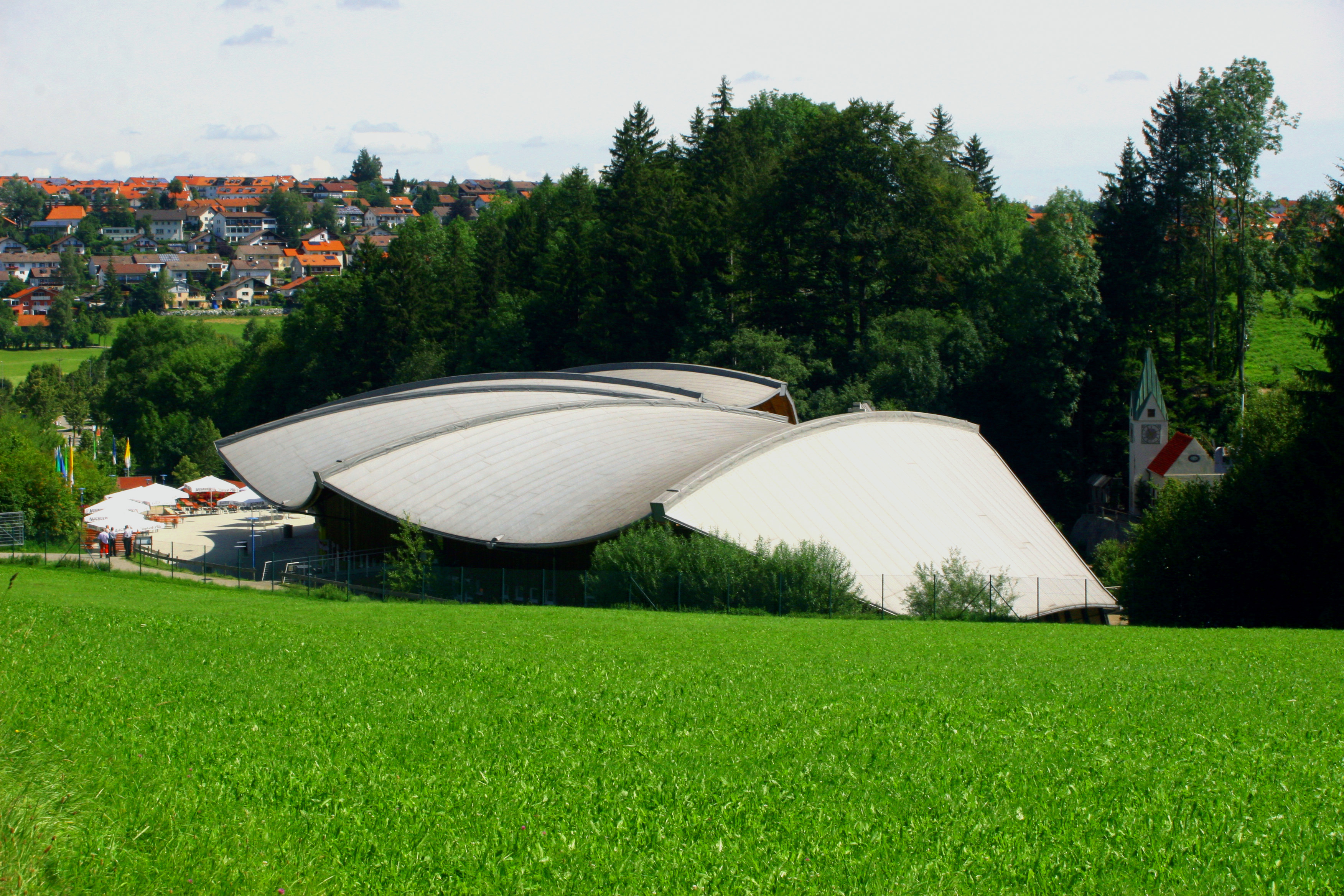
Freilichtbühne Altusried (2009)

### Pfarrkirche
Der Chor und der Turm der katholischen Pfarrkirche St. Blasius und Alexander stehen seit 1204. Das dreischiffige Langhaus wurde 1670–1681 erbaut, die Sakristei 1857 hinzugefügt. Die Inneneinrichtung wurde in den Jahren 1694–1730 geschaffen. Grundlegende Renovierungen erfolgten in den Jahren 1955, 1965 und 1998.
Neben der Kirche, in der Nähe des Friedhofs, steht das Kriegerdenkmal, welches an die 302 im Ersten und Zweiten Weltkrieg gefallenen Soldaten aus Altusried erinnert.

### Weitere Sehenswürdigkeiten
- Illerdurchbruch und Ruine Kalden
- Hängebrücke Fischers-Pfosen
- Barockkirche im Ortsteil Frauenzell
- Wallfahrtskapellen im Gschnaidt
- Magnuskapelle (Altusried)

### Freilichtbühne
In Altusried befindet sich eine der größten Freilichtbühnen Deutschlands. Alle drei bis vier Jahre werden dort die Allgäuer Freilichtspiele Altusried mit zahlreichen Teilnehmern aus der Bevölkerung aufgeführt. So zum Beispiel 2008 Der Zigeunerbaron, 2005 Die Jungfrau von Orleans, 2002 Wilhelm Tell und 1999 Bauernkrieg im Allgäu und 2016 Robin Hood und 2019 Artus. Die Freilichtspiele lassen sich bis zum Jahr 1879 zurückverfolgen und haben somit eine über 125-jährige Tradition. Dort treten außerdem Künstler aus verschiedenen Bereichen auf, wie beispielsweise Rainhard Fendrich, Maxi Schafroth, Spider Murphy Gang oder die Kastelruther Spatzen.

### Sport
Der TSV Altusried e. V. ist ein Mehrspartenverein, der die Sportarten Badminton, Fußball, Handball, Judo, Leichtathletik, Radsport, Skisport, Schwimmsport, Stockschießen, Tennis, Tischtennis, Theater, Turnen und Volleyball anbietet.
Handball: Die HSG Dietmannsried/Altusried (seit 2009), eine aus dem TSV Dietmannsried und dem TSV Altusried bestehende Handballspielgemeinschaft, nimmt mit zwei Männermannschaften, einem Frauenteam und fünf Nachwuchsmannschaften am Spielbetrieb des Bayerischen-Handballverbandes (BHV) teil. Den größten Erfolg der Spielgemeinschaft erzielte das erste Frauenteam in der Saison 2013/14 mit der „Südbayerischen Landesligameisterschaft“ und dem Aufstieg in die viertklassige Bayernliga. Die erste Männermannschaft tritt 2023/24 in der fünftklassigen Landesliga Süd an und das Frauenteam in der Bezirksliga Alpenvorland.

## Wirtschaft und Infrastruktur

### Wirtschaft
2019 gab es in der Gemeinde 2113 sozialversicherungspflichtige Arbeitsplätze. Von der Wohnbevölkerung standen 4278 Personen in einem versicherungspflichtigen Beschäftigungsverhältnis. Damit war die Zahl der Auspendler um 2065 Personen größer als die der Einpendler. 89 Einwohner waren arbeitslos. 2016 gab es 202 landwirtschaftliche Betriebe.

### Verkehr
Die Staatsstraße St 2009 durchquert den Ort. Innerorts zweigt die Kreisstraße OA 15 in Richtung Süden ab.
Eine Busanbindung nach Leutkirch und nach Kempten stellt die Linie 66 der Regionalbus Augsburg sicher.
Altusried liegt am Iller-Radweg, ein Radwanderweg, der Oberstdorf und Ulm verbindet.

### Bildung
Im Schul- und Kindergartenjahr 2024/25 werden folgende Einrichtungen betrieben:
- In drei gemeindlichen, drei kirchlichen Kindergärten sowie einem Bauernhofkindergarten werden insgesamt 466 Kinder betreut.
- Grundschulen gibt es in Altusried (232 Schüler), Kimratshofen (135 Schüler) und Krugzell (96 Schüler).
- Die Mittelschule besuchen 210 Schüler.
- Die Bücherei hat einen Bestand von rund 16.000 Medien (Romane, Sachbücher, Kinder- und Jugendbücher, englischsprachige Bücher, Comics, Lernhilfen, Zeitschriften, Hörbücher, DVDs, CDs und Kassetten).[15]

## Persönlichkeiten

### In Altusried geboren
- Joseph Ignaz Weiss (1722–nach 1792), Barockmaler
- Josef Maria Einsiedler (1870–1955), Benediktiner und Abt von Ottobeuren; in Winneberg bei Altusried geboren
- Anton Brändle (1899–1953), Kommunalpolitiker, Bürgermeister von Altusried und NSDAP-Funktionär
- Ludwig Dorn (1900–1986), Pfarrer und Historiker, geboren in Bodenwalz
- Georg Krug (1906–1989), Landwirt und Politiker
- Johann Paintner (1926–2000), Landwirt und Politiker
- Karl Albrecht (1929–1999), römisch-katholischer Geistlicher, Jesuit, Missionar und Märtyrer
- Al Gromer Khan (* 1946), Musiker

### Mit Altusried verbunden
- Andreas Öder († 1529), Reformator und Märtyrer, 1527 bis 1529 Pfarrer von Frauenzell
- Ulrich Schwab (* 1941), Theaterleiter; inszenierte u. a. 2005 für die Allgäuer Freilichtspiele Altusried Schillers Die Jungfrau von Orleans
- Heidi Lück (* 1943), Politikerin, wohnte in Altusried
- Volker Klüpfel (* 1971), Autor von Kriminalromanen, wuchs in Altusried auf
- Joachim Konrad (* 1978), Abgeordneter im Bayerischen Landtag, wohnt in Altusried
- Robert Hartmann (* 1979), DFB-Schiedsrichter
- „Kommissar Kluftinger“, fiktive Romanfigur von Volker Klüpfel und Michael Kobr, ist in Altusried wohnhaft